# イトウ製菓
イトウ製菓株式会社（イトウせいか、Ito Biscuits Co.,Ltd.）は、東京都北区に本社を置く日本の製菓業者。クッキー・ビスケットに特化し「ミスターイトウ」などブランドを持つ。

## 主なブランドと主な商品

### ミスターイトウ
主力であるクッキーとビスケットはこのブランド。ブランドロゴは社章とは違い、黄色の楕円に黒抜きで角張った書体でミスターイトウと書かれたもの。バターサブレは箱が黄色であるため、赤色の楕円に白抜きの字を使っている。

#### 主な商品
- ラングリー - 1979年3月に発売され、現在でも販売されている商品。いわゆるラングドシャ。
- イトウベーシック - バターサブレ、バタークッキー、チョコチップクッキーの３種類[2]。1981年11月の発売以来の定番商品[3]。
- アメリカンソフトクッキー -  1970年代のアメリカンクッキーがモデル。ノーマル、ノーマルミニサイズと宇治抹茶とメープルシロップ味が存在する。
- タルト - ケーキ店のフルーツタルトをイメージしたタルトクッキー。いちごのタルト、ブルーベリーのタルトの２種類がある。
- プレッツェル - 国産全粒粉を使って焼き上げたプレッツェル。地域限定商品。
- カルケット - 1920年発売のロングセラー商品。乳幼児や児童向けの商品。主なものはボーロ、ミルクビスケットなど。製造販売は子会社の「株式会社カルケット」が行っている。
- かーさんケット - 小麦本来のおいしさを最大限に引き出したビスケット。岩手県西和賀町では小麦粉・米粉を半分ずつ混ぜた衣で揚げ、天ぷらとして食している[4][5][6]。長野県北部ではお盆の供え物として天ぷらを作り、食す風習がある。かつては冠婚葬祭の場にも出されていた[7]。
- プレッツェルサンド - 薄く焼き上げたプレッツェル生地にクリームを挟んだクッキー。アーモンドキャラメル、クラシックバニラの２種類。
- ココラング - ラングドシャのクリームサンド。ココナッツ、マカデミアコーヒーの２種類。
- ラングドシャクッキー - 薄焼きラングドシャクッキー。プレーンとココアの２種類。
- 国産全粒粉入りビスケット - もち麦、黒ごまの２種類。
- クッキーズオリジナルアソート - ココナッツクッキー、サブレクッキー、チョコアーモンドクッキーの3種類が詰まった商品。

他にも非売品であるが母の日や敬老の日、ビスケットの日に合わせてそれぞれ焼き印のついた大判のビスケットを製造している。

#### CONTRE（コントレ）
通信販売向けの商品を製造販売している企業。ただし、2014年12月15日をもって、一時休業中。

## 事業所
- 本社:東京都北区田端6-1-1
- 仙台支店:宮城県仙台市若林区卸町5-2-10
- 名古屋支店:愛知県岩倉市中央町1-8
- 大阪支店:大阪府東大阪市長田東5-2-10
- 広島支店:広島県広島市安佐南区上安3-1-10

工場
- 生産本部・第一工場:茨城県小美玉市西郷地1667
  - 第二工場:同県同市小岩戸1874

## 沿革
足立区でパンの製造販売を行ったのをルーツとする。
- 1952年 - 足立区小台にて「伊藤製菓株式会社」を設立、菓子類の製造を開始。
- 1963年 - 社名を「イトウ製菓株式会社」に社名変更。
- 1979年 - オーストラリアの菓子メーカー「アーノット社」と技術提携締結。
- 1989年 - モンドセレクションで、同社製品のうすやきチョコサンド、ラングリーが金賞受賞。
- 1995年 - 本社を現在地（北区田端）に移転。
- 2000年 - ISO9001を取得。
- 2021年 - 資本金の額を3億6,075万円から1億円へ減資。[10]